# Xe đạp một bánh

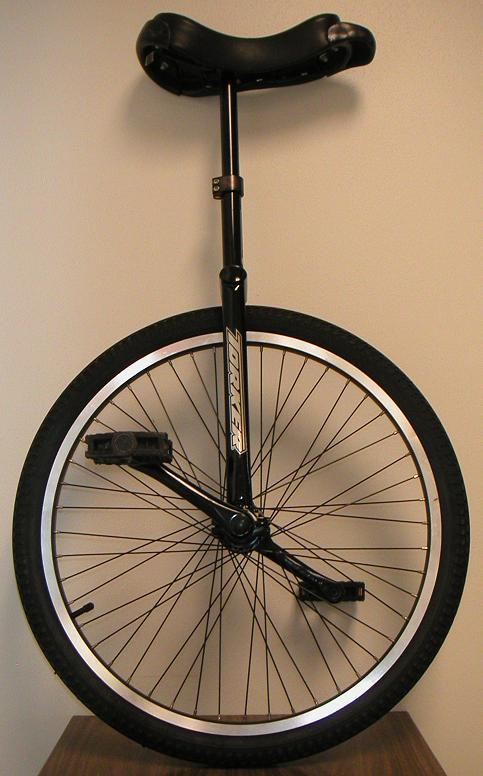
Xe đạp một bánh Torker

Xe đạp một bánh là một loại xe thể thao chỉ có duy nhất một bánh. Xe chuyển động và giữ thăng bằng nhờ kỹ năng của người điều khiển.

## Cấu tạo
- Yên xe.
- Khung xe.
- Bàn đạp.

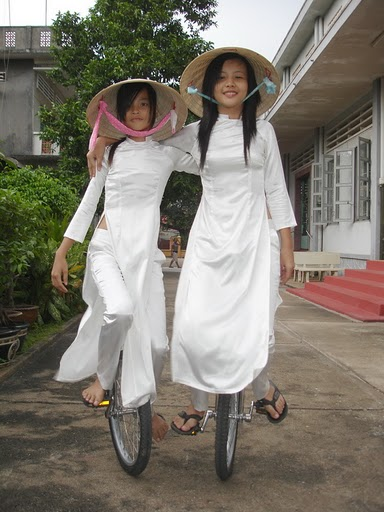
Thiếu nữ Việt mặc áo dài đi xe đạp một bánh

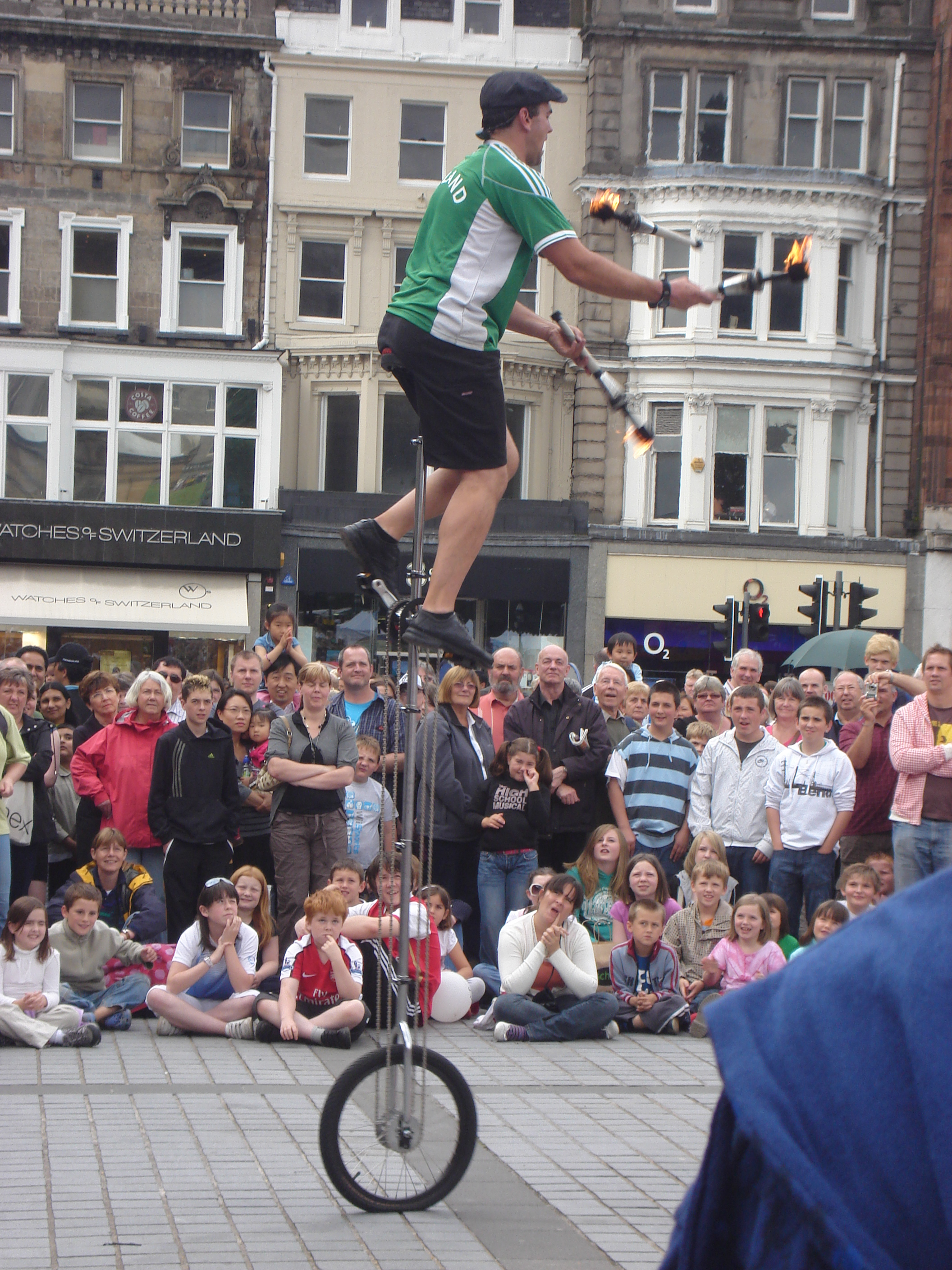
Một diễn viên xiếc với xe đạp một bánh

- Bánh xe (gồm lốp, săm, trục, vành, vanti, đũa).

## Phương pháp tập đi xe
Tập xe đạp một bánh thông qua ba bước cơ bản:
- Tập lên xuống xe: Đây là một bước rất quan trọng vì xe đạp một bánh không có phanh an toàn của người điều khiển cũng như người xung quanh khu vực luyện tập phụ thuộc vào kĩ năng lên xuống xe của người điều khiển.
- Tập đứng trên xe: Đây là bước làm quen với cảm giác giữ thăng bằng khi ngồi trên xe đạp một bánh.
- Tập đi với tay bám tường hoặc lan can: Dùng một tay bám vào tường và đi nhanh dần. Khi có cảm giác điều khiển được xe thì dần bỏ tay khỏi tường.